# 中国人民解放军国防大学国际防务学院
中国人民解放军国防大学国际防务学院，位于北京市昌平区府学路甲15号，隶属中国人民解放军国防大学，是中国人民解放军对外培训的最高层次院校，主要培训外国高级军官、文职官员及部分中国军官，并且开展防务安全领域国际交流和学术研讨。

## 沿革
该学院的前身是中华人民共和国初期成立的中国人民解放军军事学院（南京）外国留学生系以及中国人民解放军高等军事学院（北京）对外教学系。1969年，两系合并，定址在北京市昌平县（今昌平区），先后称中国人民解放军军政大学五大队、中国人民解放军军事学院（北京）外训系、中国人民解放军国防大学外训系（留学生系）。2004年5月，经中央军委批准，更名为中国人民解放军国防大学防务学院。2004年7月26日，中国人民解放军国防大学防务学院揭牌仪式在北京举行。
2012年9月14日，国防大学防务学院网站正式开通运行。这是中国人民解放军第一家以中文、英文、法文、俄文和西班牙文5种语言上线的军事院校网站。
2017年7月，在中国人民解放军建军90周年前夕，经中央军委批准，中国人民解放军国防大学防务学院（CDS）正式更名为中国人民解放军国际防务学院（International College of Defense Studies, NDU），是新组建的中国人民解放军国防大学八大学院之一，是国防大学实施国际高级军事任职教育培训和防务交流的重要平台，成为世界上唯一一所以“国际学院”（International College）命名的高级军事任职教育学院。

## 历任领导

### 国防大学外国留学生训练系
| 主任 - 秦子收 少将（1986年6月—1990年6月） - 武桂馥 少将（？—？） - 姜普敏 少将（？—？） - 朱成虎 少将（？—2004年） | 政治委员 - 严永龙 少将（？—？） - 陈柱深 少将（？—？） - 张际春 少将（？—？） - 董苏宁 少将（？—2004年） |

### 国防大学防务学院
| 院长 - 朱成虎 少将（2004年—2008年） - 张英利 少将（2008年—2012年） - 兰志涛 少将（2012年—2014年） - 郭若冰 少将（2014年12月—2015年8月） - 路文 少将（2015年8月—2016年8月） - 徐辉 少将（2016年8月—2017年） | 政治委员 - 董苏宁 少将（2004年—2008年） - 卢国忠 少将（2008年—2011年） - 王希明 少将（2011年—2014年1月） - 衣述强 少将（2014年1月—2017年） |

### 国防大学国际防务学院
| 院长 - 徐辉 少将（2017年7月—） | 政治委员 - 曹建奇 海军少将（2017年7月—） |